# Coupe de France des rallyes
La Coupe de France des rallyes est une compétition de rallye automobile destinée aux pilotes amateurs. La coupe est attribuée chaque année lors de la finale nationale disputée dans un lieu différent.

## Déroulement
À l'issue d'une première phase de qualifications de plusieurs mois, les pilotes ayant accumulé le plus de points dans leurs comités régionaux (20 comités, y compris celui de La Réunion et de la Polynésie) se voient qualifiés pour la finale nationale dont le lieu change tous les ans. Le nombre de qualifiés par comité varie en fonction du nombre de classés (en moyenne, autour de dix qualifiés). Les points distribués durant cette phase de qualifications le sont par groupe et par classe, mais non au scratch (classement général). Les points sont également pondérés selon le type d'épreuve : Régional (coefficient 2), National de 2e division (coefficient 3), National de 1re division (coefficient 4 ou 5).

## Historique
Durant la période de 1984 à 1993, la Coupe de France des rallyes existe en premier lieu sous la forme de finale pour les épreuves de rallyes régionaux. Plus tard, une seconde épreuve est créée, mais consacrée aux rallyes nationaux.
En 1994, les deux épreuves fusionnent en une seule et même finale. Les points acquis lors des qualifications sont transformés en bonus et ajoutés aux points acquis lors de la finale. Cette finale est alors divisée en trois sections au bout desquelles les pilotes marquaient des points selon leurs classements (scratch, groupe et classe). En 1999 à Gérardmer (Vosges), l'épreuve est stoppée puis annulée à cause de conditions climatiques exceptionnelles.
Depuis 2002, lors de la finale, aucun point n'est distribué, le rallye en lui-même déterminant le vainqueur de la Coupe. En 2020, dû aux règles de restrictions sanitaires de la pandémie de Covid-19 en France, l'édition est annulée et les points acquits par les pilotes sont reportés pour l'année suivante.

## Palmarès
- Le vainqueur de la finale gagne la coupe.

| Année | Lieu | Pilote                                             | Copilote                                           | Voiture                                            | Gp/Cl                                              | Comité                                             |
| ----- | --- | -------------------------------------------------- | -------------------------------------------------- | -------------------------------------------------- | -------------------------------------------------- | -------------------------------------------------- |
| 2001  | Amiens | Arnaud Mordacq                                     | Amaury Eloy                                        | Ford Escort RS Cosworth                            | A8                                                 | Nord-Picardie                                      |
| 2002  | Mazamet | Jean-Paul Perrin                                   | Benjamin Perrin                                    | Renault Maxi Megane                                | A7                                                 | Rhône-Alpes                                        |
| 2003  | Limoges | Jean-Marie Cuoq                                    | Guilhem Zazurca                                    | Citroën Xsara Kit-Car                              | A7                                                 | Rhône-Alpes                                        |
| 2004  | Épernay | Gilles Nantet                                      | Daniel Burlet                                      | Porsche 911 SC                                     | F19                                                | Rhône-Alpes                                        |
| 2005  | L'Île-Rousse | Jean-Marc Manzagol                                 | Élodie Damiani                                     | Renault Maxi Megane                                | A7                                                 | Corse                                              |
| 2006  | Nantes | Jean-Jacques Lebrun                                | Maxime Lemoine                                     | Toyota Celica GT4                                  | A8                                                 | Nord-Picardie                                      |
| 2007  | Mende | Éric Mauffrey                                      | Marielle Grandemange                               | Peugeot 306 Maxi                                   | A7                                                 | Lorraine Alsace                                    |
| 2008  | Châteauroux | Jean-Sébastien Vigion                              | Éric Yvernault                                     | Renault Clio Maxi                                  | A7K                                                | Limousin                                           |
| 2009  | Dunkerque | Arnaud Gautier                                     | Régine Gautier                                     | Mitsubishi Lancer Evo IX                           | A8                                                 | Normandie                                          |
| 2010  | Hasparren | David Salanon                                      | Jérôme Degout                                      | Peugeot 306 Maxi                                   | A7K                                                | Rhône-Alpes                                        |
| 2011  | Autun | David Salanon                                      | Jérôme Degout                                      | Peugeot 306 Maxi                                   | A7K                                                | Rhône-Alpes                                        |
| 2012  | Gap | Nicolas Latil                                      | Romain Roche                                       | Peugeot 207 S2000                                  | A7S                                                | Provence-Alpes-Côte d'Azur                         |
| 2013  | Oyonnax | Ludovic Gherardi                                   | Gérard Augier                                      | Ford Fiesta RS RRC                                 | A7S                                                | Bourgogne Franche-Comté                            |
| 2014  | La Rochelle | Bruno Longépé                                      | Marie Corbineau                                    | Peugeot 207 S2000                                  | A7S                                                | Bretagne-Pays de Loire                             |
| 2015  | Samer | Jérôme Galpin                                      | Anne Galpin                                        | Peugeot 207 S2000                                  | A7S                                                | Bretagne-Pays de Loire                             |
| 2016  | Lunéville | Raphaël Astier                                     | Frédéric Vauclare                                  | Porsche 996 GT3                                    | GT10                                               | Rhône-Alpes                                        |
| 2017  | Marseille | Mathieu Arzeno                                     | Romain Roche                                       | Škoda Fabia R5 (en)                                | R5                                                 | Provence-Alpes-Côte d'Azur                         |
| 2018  | Chalon-sur-Saône | Étienne Bouhot                                     | Christopher Le Morillon                            | Škoda Fabia R5                                     | R5                                                 | Bourgogne Franche-Comté                            |
| 2019  | Albi | Jean-Michel Da Cunha                               | Sébastien Durand                                   | Citroën C3 R5 (en)                                 | R5                                                 | Occitanie Pyrénées                                 |
| 2020  | Rallye non-organisé, dû à la pandémie de Covid-19. | Rallye non-organisé, dû à la pandémie de Covid-19. | Rallye non-organisé, dû à la pandémie de Covid-19. | Rallye non-organisé, dû à la pandémie de Covid-19. | Rallye non-organisé, dû à la pandémie de Covid-19. | Rallye non-organisé, dû à la pandémie de Covid-19. |
| 2021  | Châteauroux | Stéphane Lefebvre                                  | Gilles de Turckheim                                | Citroën C3 R5                                      | R5                                                 | Hauts de France                                    |
| 2022  | Béthune | Thomas Chauffray                                   | Anthony Hamard                                     | Škoda Fabia Rally2 evo (en)                        | Rally2                                             | Normandie                                          |
| 2022  | Rallye d'abord prévu à Arras, déplacé à Béthune après le retrait du soutien de la Communauté urbaine, ensuite annulé en raison de la grève des raffineries puis finalement reporté en février 2023 |                                                    |                                                    |                                                    |                                                    |                                                    |
| 2023  | Ambert | Léo Rossel                                         | Guillaume Mercoiret                                | Citroën C3 Rally2 (en)                             | Rally2                                             |                                                    |
| 2024  | Nice | Patrick Magnou                                     | Anthony Vilanova                                   | Citroën C3 Rally2                                  | Rally2                                             | Provence-Alpes-Côte d'Azur                         |

- Prochaines éditions[9]

| Année | Lieu                | Pilote | Copilote | Voiture | Gp/Cl | Comité |
| ----- | ------------------- | ------ | -------- | ------- | ----- | ------ |
| 2025  | Lisieux (Calvados)  |        |          |         |       |        |
| 2026  | Remiremont (Vosges) |        |          |         |       |        |
| 2027  | Chambéry (Savoie)   |        |          |         |       |        |

## Galerie de vainqueurs

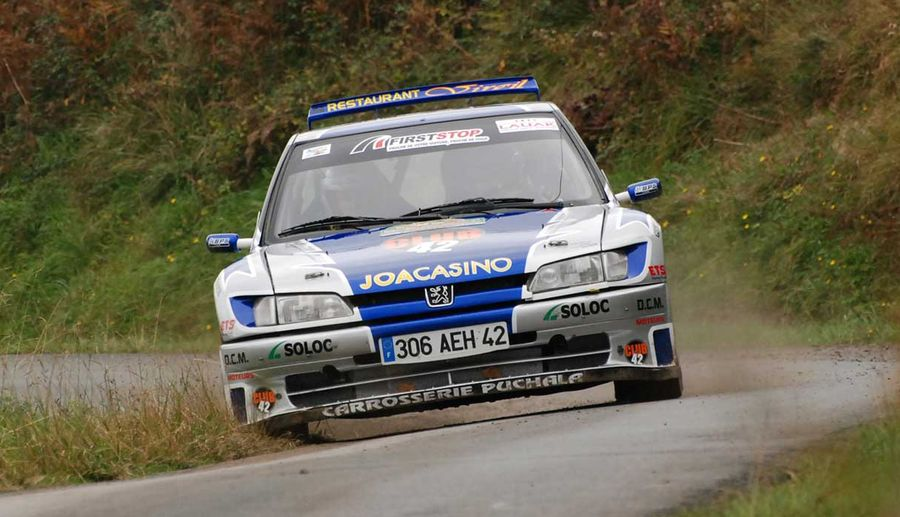
Salanon-Degout à Anglet en 2010.
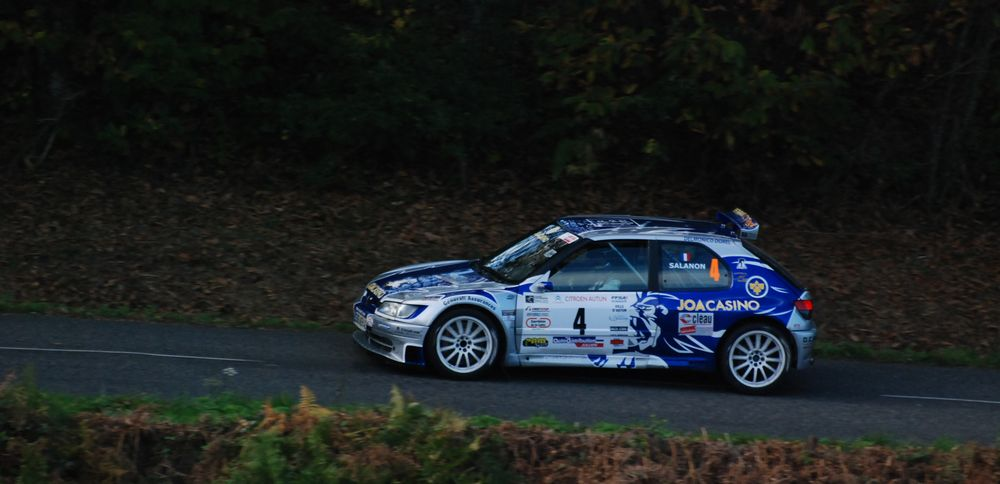
Salanon-Degout à Autun en 2011.
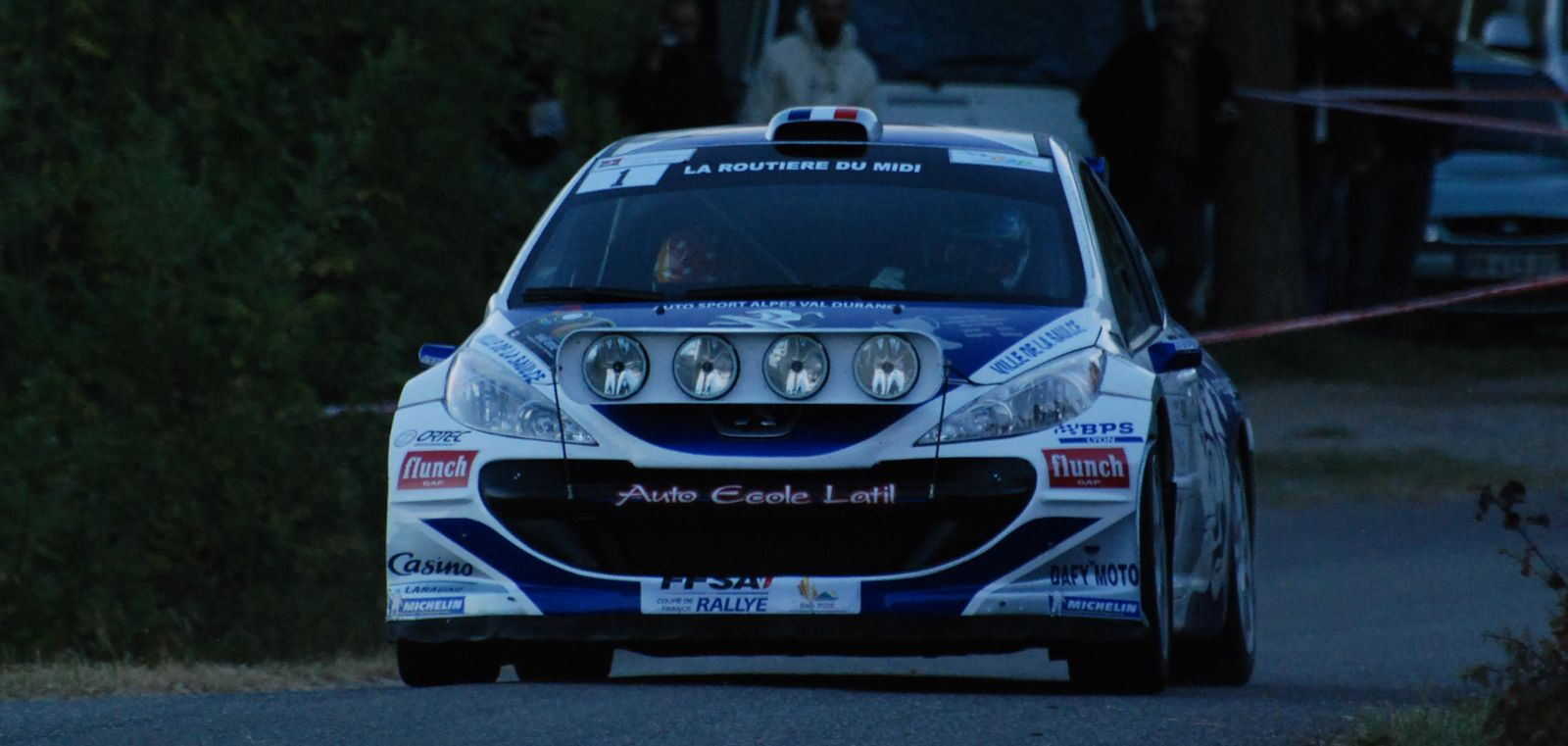
Latil-Roche à Gap en 2012.
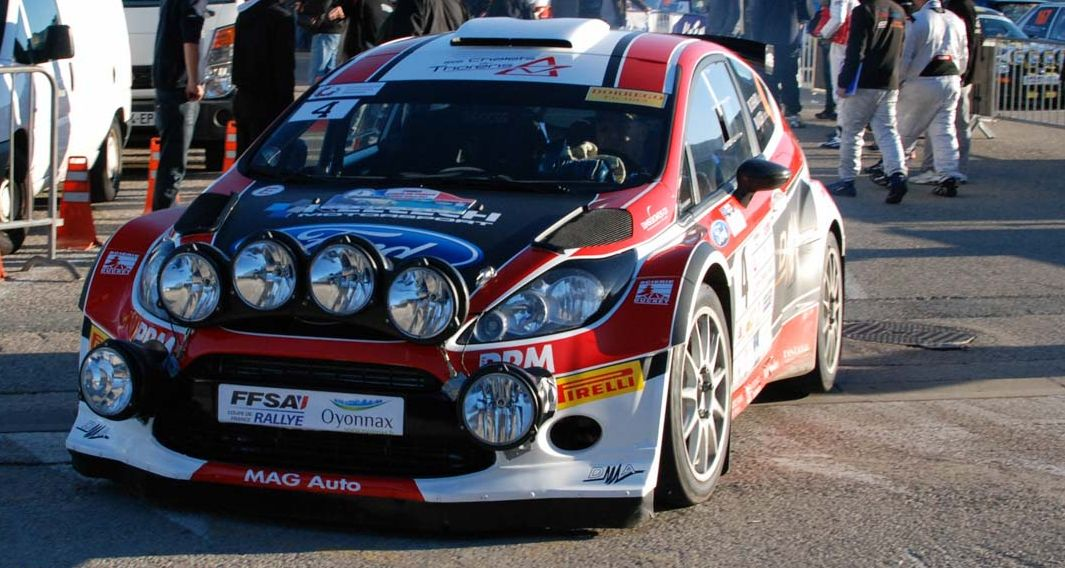
Gherardi-Augier à Oyonnax en 2013.
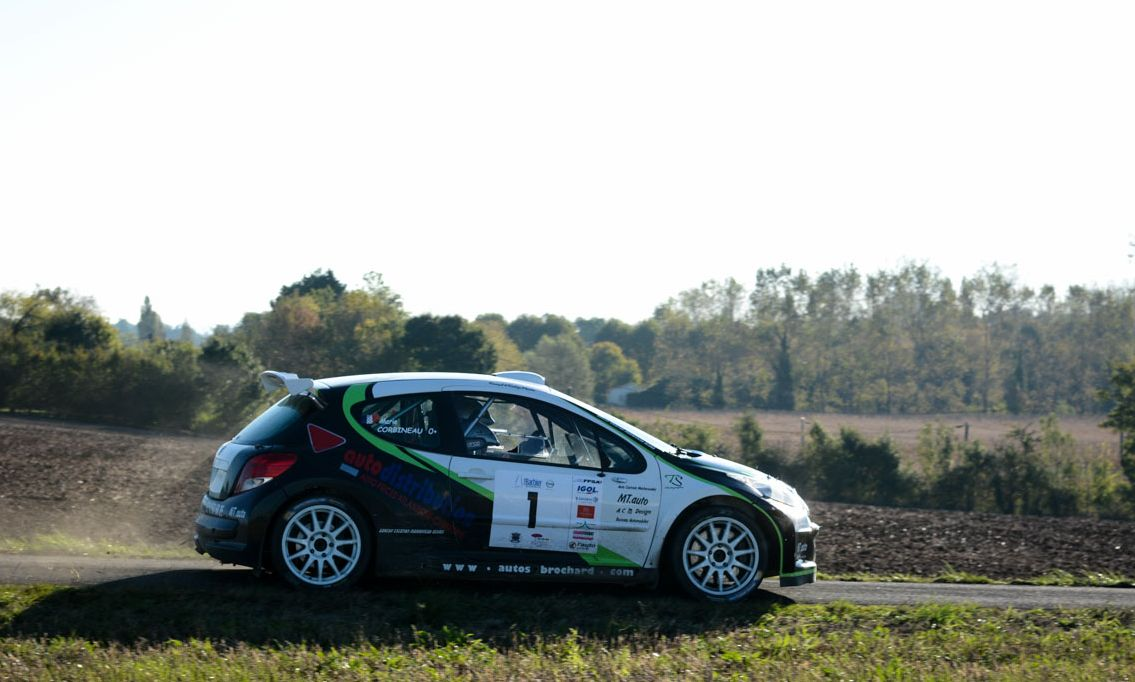
Longépé-Corbineau à La Rochelle en 2014.
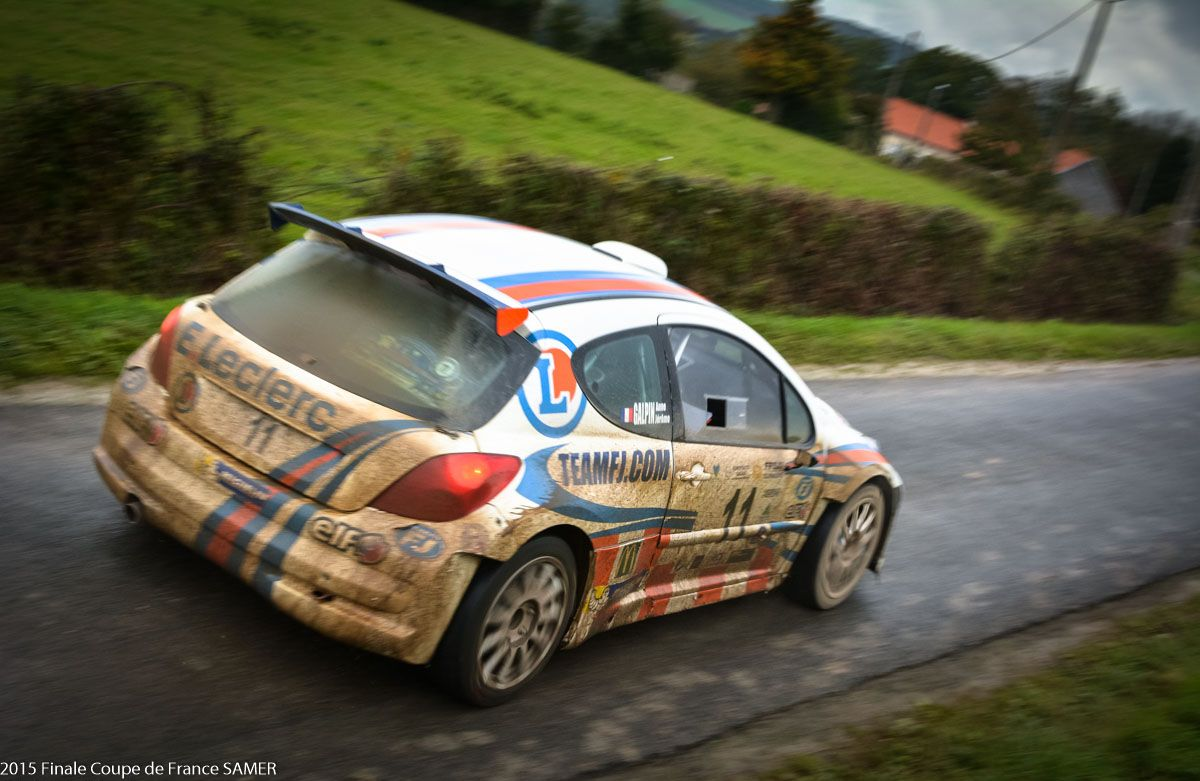
Galpin-Galpin à Samer en 2015.